# 黑體短鰓燈魚
黑體短鰓燈鱼（学名：Nannobrachium nigrum），又名黑體小鰭燈魚，为輻鰭魚綱燈籠魚目灯笼鱼科的其中一種。分布于太平洋及印度洋熱帶海域，為深海魚類，棲息深度100-1015公尺，體長可達11.1公分。